# Von Suttner (krater)
Von Suttner är en nedslagskrater med en diameter på 24 kilometer, på planeten Venus. Von Suttner har fått sitt namn efter nobelpristagaren Bertha von Suttner.